# غراهام راثبون
غراهام راثبون (بالإنجليزية: Graham Rathbone)‏ هو مدرب كرة قدم ولاعب كرة قدم بريطاني في مركز الدفاع، ولد في 22 أغسطس 1942 في نيوبورت في المملكة المتحدة، وتوفي بنفس المكان في 8 يناير 2012. لعب مع غريمسبي تاون وكامبريدج يونايتد ونادي كيترينغ تاون ونيوبورت كونتي.